# Розенквист, Джеймс
Джеймс Розенквист (англ. James Rosenquist; 29 ноября 1933, Гранд-Форкс, Северная Дакота, США — 31 марта 2017, Нью-Йорк, США) — американский современный художник, один из крупнейших представителей поп-арта. Действительный член Американской академии искусств и литературы.

## Биография
Учился в Школе искусств Миннеаполиса, а с 1952 по 1954 г. — в Миннесотском университете.
В 1955 г. переехал в Нью-Йорк, получил стипендию Студенческой лиги искусств, здесь познакомился с Робертом Индианой, Джаспером Джонсом, Элсвортом Келли и Робертом Раушенбергом.
В 1957—1960 гг. работал художником по рекламе. С 1960 г. на основе рекламных плакатов начал создавать крупноформатные полотна в стиле поп-арт.
В 1962 г. состоялась его первая персональная выставка в нью-йоркской Зелёной галерее (Green Gallery), привлекшая большое внимание общественности и прессы.
В 1965 г. после создания полотна «F-111» получил международную известность.

## Творческая деятельность
Работы, как правило, представляют собой соединение разорванных, созданных в различных пропорциях изображений, которые мастер умело комбинирует и противопоставляет, создавая при этом смысловые композиции, зачастую воспринимаемые абстрактным или провоцирующим образом. Кроме произведений живописи, работал в области коллажа, графики и рисунка. Творчество Дж. Розенквиста оказали существенное влияние на творчество ряда художников последующих поколений.

## Избранные выставки
- 1966 — галерея Илеана Зонабенд, Париж; галерея Лео Кастелли, Нью-Йорк; галерея Современного искусства, Рим.
- 1968 — документа 4, Кассель; Национальная галерея, Оттава.
- 1972 — музей Вальраф-Рихардц, Кёльн; музей Уитни, Нью-Йорк.
- 1973 — музей Стеделийк (Современного искусства), Амстердам.
- 1977 — документа 6, Кассель.
- 1980 — Техас-галерея, Хьюстон.
- 1983 — Центр изящных искусств, Майами.
- 1985 — галерея искусств Олбрайт-Нокс, Буффало; Национальный музей американского искусства, Вашингтон.
- 1991 — Центральный дом художника, Москва; Центр Хулио Гонсалеса, Валенсия.
- 1993 — галерея Акира Икафа, Токио; Академия искусств, Гонолулу.
- 1994 — галерея Тео Веттерлинг, Сингапур.
- 1995 — Галерея современного искусства, Триест; PYO галерея, Сеул.
- 1998 — Немецкий Гуггенхайм-музей, Берлин.

## Розенквист в России
- В 1965 году впервые посетил Россию, прилетев частным образом в Ленинград, к своему другу Евгению Рухину[10].